# Willi Diel
Willi Diel (* 10. Mai 1928 in Koblenz; † 2. April 2015 in Bad Ems) war ein deutscher Beamter und Politiker (SPD).

## Leben
Diel besuchte bis 1942 die Volksschule in Koblenz-Ehrenbreitstein und machte 1942 bis 1944 eine Lehre als Eisenbahnjunghelfer in Koblenz-Ehrenbreitstein. 1944 leistete er Kriegsdienst bei der Luftwaffe und kam danach in amerikanische Kriegsgefangenschaft. 1945 bis 1960 war er bei der Bundesbahn tätig, wo er 1953 Beamter wurde. 1951 bis 1952 besuchte er die Sozialakademie Dortmund. 1960 bis 1965 war er Beamter bei der Stadtverwaltung Koblenz und Stadtinspektor.

## Politik
Diel war seit 1947 Mitglied der SPD. Dort wurde er 1952 SPD-Ortsvereinsvorsitzender Niederlahnstein, 1962 bis 1969 Vorsitzender des SPD-Kreisverbands Loreleykreis und 1969 bis 1975 des Rhein-Lahn-Kreises. Seit 1962 war er Mitglied des SPD-Unterbezirksvorstands im Regierungsbezirk Montabaur und seit 1965 Mitglied des SPD-Bezirksvorstands Rheinland / Hessen-Nassau.
Kommunalpolitisch war er 1956 bis 1965 Mitglied und 1960 Fraktionsvorsitzender im Stadtrat Niederlahnstein. 1962 bis 1982 war er dort SPD-Fraktionsvorsitzender. 1956 bis 2001 war er Mitglied des Kreistags Loreleykreis bzw. des Rhein-Lahn-Kreises und dort 1961 bis 1971 Vorsitzender der SPD-Kreistagsfraktion. 1994 bis 2002 war er Erster Kreisbeigeordneter.
1965 bis 1972 war er Bürgermeister von Kamp-Bornhofen und 1966 bis 1972 zugleich auch von Kestert. 1972 bis 1992 war er Bürgermeister der Verbandsgemeinde Bad Ems.
Vom 18. Mai 1963 bis zum 19. Mai 1975 war er Mitglied im Rheinland-Pfälzischen Landtag. Im Landtag war er in der 5. Wahlperiode  Schriftführender Abgeordneter und Mitglied im Sonderausschuss Verwaltungsreform. In der 6. Wahlperiode gehörte er dem Innenausschuss und dem Kulturpolitischen Ausschuss an. In der 7. Wahlperiode war er stellvertretender Vorsitzender im Innenausschuss und Mitglied im Zwischenausschuss.
1974 war er Mitglied der 6. und 1984 der 9. Bundesversammlung.
Daneben war er seit 1947 Gewerkschaftsmitglied in der GdED und ÖTV, 1952 bis 1960 ehrenamtlicher Sozialrichter, Schöffe und Geschworener, 1964 Mitglied im AWO-Bezirksvorstand Rheinland/Hessen-Nassau, 1965 bis 1973 stellvertretender Bezirksvorsitzender der AWO, 1982 bis 2001 Vorsitzender des DRK-Kreisverbands, von 1989 bis 1996 stellvertretender Bezirksvorsitzender, Mitglied im Verwaltungsausschuss des Arbeitsamts Niederlahnstein.

## Ehrungen
- Bundesverdienstkreuz Erster Klasse (1975)
- Ehrenkreuz der Bundeswehr in Gold (1989)
- Goldenes Feuerwehr-Ehrenzeichen am Bande (1992)
- Ehrenbürger von Bad Ems und Cosne-sur-Loire